# Венглінек (Янівський повіт)
Венглінек (пол. Węglinek) — село в Польщі, у гміні Батож Янівського повіту Люблінського воєводства.
Населення — 139 осіб (2011).
У 1975-1998 роках село належало до Тарнобжезького воєводства.

## Демографія
Демографічна структура станом на 31 березня 2011 року:
|          | Загалом | Допрацездатний вік | Працездатний вік | Постпрацездатний вік |
| -------- | ------- | ------------------ | ---------------- | -------------------- |
| Чоловіки | 78      | 25                 | 41               | 12                   |
| Жінки    | 61      | 5                  | 33               | 23                   |
| Разом    | 139     | 30                 | 74               | 35                   |